# مارغريت الثانية ملكة الدنمارك
مارغريت الثانية (بالدنماركية: Margrethe II)‏ (16 أبريل 1940)، ملكة الدنمارك. عند ولادتها كانت الابن الأول لولي العهد الأمير فريدريك والأميرة أنغريد، وعند ولادتها لم يكن بمقدورها أن ترتقي العرش حيث أنه كان الوصول إلى العرش مقصور على الرجال طبقًا لقوانين الخلافة التي وضعت في خمسينيات القرن التاسع عشر عندما اختير فرع جلكسبرج للحكم ولأنها لم يكن لها إخوان فقد كان متوقعًا أن يصبح عمها «أرفبرينز كوند» ملكًا، لكن بدأ بتعديل الدستور في عام 1947 عندما أصبح واضحًا أن الملكة أنغريد لن تلد أطفالًا آخرين، وأدت شعبية الملك فريدريك التاسع وابنته والدور المتزايد للنساء في المجتمع الدنماركي إلى بدأ العملية المعقدة لتعديل الدستور، وعرض التعديل على اثنين من البرلمانات المتعاقبة ثم على استفتاء شعبي عقد في 27 مارس 1953، وأصبحت بموجب القانون الجديد ولي العهد في الدنمارك.

الملكة مارجريت تصافح شعب جزر فارو عام 2005

## توليها العرش
بعد وفاة والدها الملك فريدريك التاسع في 14 يناير 1972 صعدت إلى العرش تحت اسم مارغريت الثانية.

## أسرتها
في 10 يونيو 1967 تزوجت من هنريك ماري هانز أندرياس (الأمير هنريك بعد الزواج) وأنجبا:
- الأمير فريدريك (ولي عهد الدنمارك).
- الأمير يواكيم.

## التنحي عن العرش
صرحت ملكة الدنمارك مارغريت الثانية في 31 ديسمبر 2023 أنها تعتزم التنازل عن العرش لتفسح الطريق أمام أبنها ولي العهد الأمير فريدريك. وجاء ذلك الإعلان في خطابها بمناسبة العام الجديد أنها تعتزم التخلي عن العرش في 14 يناير 2024، والذي يوافق الذكرى الثانية والخمسين لاعتلائها العرش في سن الحادية والثلاثين بعد وفاة والدها الملك فردريك التاسع.

## معرض صور

## روابط خارجية
- مارغريت الثانية ملكة الدنمارك على موقع IMDb (الإنجليزية)
- مارغريت الثانية ملكة الدنمارك على موقع الموسوعة البريطانية (الإنجليزية)
- مارغريت الثانية ملكة الدنمارك على موقع مونزينجر (الألمانية)
- مارغريت الثانية ملكة الدنمارك على موقع إن إن دي بي (الإنجليزية)
- مارغريت الثانية ملكة الدنمارك على موقع ديسكوغز (الإنجليزية)
- مارغريت الثانية ملكة الدنمارك على موقع قاعدة بيانات الفيلم (الإنجليزية)
- مارغريت الثانية ملكة الدنمارك على موقع كينوبويسك (الروسية)